# 2. divisjon 2023
La 2. divisjon 2023, anche nota come PostNord-ligaen per ragioni di sponsorizzazione, è la 60ª edizione della manifestazione. Il campionato è iniziato il 10 aprile e si concluderà l'11 novembre 2023

## Stagione

### Novità
Nella stagione precedente il Moss e l'Hødd sono stati promossi in 1. divisjon, mentre ad essere retrocessi in 3. divisjon sono stati Odd B, Staal Jorpeland, Øygarden, Eidsvold, Asker e Frigg. Al loro posto sono retrocesse dalla 1. divisjon il Grorud e lo Stjørdals-Blink, e sono state promosse dalla 3. divisjon Lyn, Aalesund B, Brann B, Fram, Junkeren e Strømgodset B.

### Formula
le 28 squadre partecipanti si affrontano in due gironi all'italiana (da 14 squadre l'uno) con partite di andata e ritorno, per un totale di 26 giornate. Le prime classificate dei due gironi ottengono la promozione in 1. divisjon, mentre le due seconde giocano uno spareggio per decretare un'altra possibile promozione. Le ultime tre classificate di ogni girone vengono retrocesse in 3. divisjon.

## Squadre partecipanti

### Girone 1
| Club        | Città        | Stadio                 | Stagione precedente          |
| ----------- | ------------ | ---------------------- | ---------------------------- |
| Aalesund B  | Ålesund      | Color Line Stadion     | 1° in 3. divisjon - Girone 2 |
| Arendal     | Arendal      | Norac Stadion          | 2° in 2.divisjon - Girone 1  |
| Brattvåg    | Brattvåg     | Brattvåg Kunstgress    | 9° in 2.divisjon - Girone 2  |
| Egersunds   | Egersund     | Egersund Idrettsparken | 3° in 2.divisjon - Girone 1  |
| Flekkerøy   | Kristiansand | Cemo Arena             | 4° in 2.divisjon - Girone 1  |
| Fram Larvik | Larvik       | Framparken             | 1° in 3. divisjon - Girone 4 |
| Grorud      | Oslo         | Grorud Stadion         | 15° in 1. divisjon           |
| Kjelsås     | Oslo         | Grefsen Stadion        | 4° in 2.divisjon - Girone 2  |
| Lyn         | Oslo         | Bislett Stadion        | 1° in 3. divisjon - Girone 1 |
| Notodden    | Notodden     | Optime Arena           | 11° in 2.divisjon - Girone 1 |
| Træff       | Molde        | Reknesbanen            | 6° in 2.divisjon - Girone 2  |
| Vard        | Haugesund    | Haugesund Sparebank    | 10° in 2.divisjon - Girone 1 |
| Vålerenga   | Oslo         | Intillity Arena        | 11° in 2.divisjon - Girone 2 |
| Ørn-Horten  | Horten       | Lystlunden Stadion     | 8° in 2.divisjon - Girone 1  |

### Girone 2
| Club            | Città      | Stadio             | Stagione precedente          |
| --------------- | ---------- | ------------------ | ---------------------------- |
| Alta            | Alta       | SmartDok Arena     | 7° in 2.divisjon - Girone 2  |
| Brann B         | Bergen     | Varden Amfi        | 1° in 3. divisjon - Girone 3 |
| Bærum           | Sandvika   | AJ Arena           | 10° in 2.divisjon - Girone 2 |
| Gjøvik-Lyn      | Gjøvik     | Gjøvik Stadion     | 5° in 2.divisjon - Girone 2  |
| Junkeren        | Bodø       | Nordlandshallen    | 1° in 3. divisjon - Girone 5 |
| Kvik Halden     | Halden     | Halden Stadion     | 5° in 2.divisjon - Girone 1  |
| Levanger        | Levanger   | TOBB Arena         | 3° in 2.divisjon - Girone 2  |
| Sotra           | Sotra      | Straume Stadion    | 7° in 2.divisjon - Girone 1  |
| Stjørdals-Blink | Stjørdal   | MUS Stadion        | 16° in 1. divisjon           |
| Strømmen        | Strømmen   | Strømmen Stadion   | 6° in 2.divisjon - Girone 1  |
| Strømsgodset B  | Drammen    | Marienlyst Stadion | 1° in 3. divisjon - Girone 6 |
| Tromsdalen      | Tromsdalen | TUIL Arena         | 8° in 2.divisjon - Girone 2  |
| Ullensaker/Kisa | Jessheim   | Jessheim Stadion   | 2° in 2.divisjon - Girone 2  |
| Ullern          | Oslo       | Ullern Kunstgress  | 9° in 2.divisjon - Girone 1  |

## Classifiche

### Girone 1
|  | Pos. | Squadra     | Pt | G  | V  | N | P  | GF | GS | DR  |
|  | ---- | ----------- | -- | -- | -- | - | -- | -- | -- | --- |
|  | 1.   | Egersund    | 62 | 26 | 19 | 5 | 2  | 73 | 21 | +52 |
|  | 2.   | Lyn         | 62 | 26 | 20 | 2 | 4  | 74 | 23 | +51 |
|  | 3.   | Arendal     | 44 | 26 | 13 | 5 | 8  | 55 | 38 | +17 |
|  | 4.   | Grorud      | 36 | 26 | 9  | 9 | 8  | 31 | 27 | +4  |
|  | 5.   | Notodden    | 36 | 26 | 11 | 3 | 12 | 41 | 38 | +3  |
|  | 6.   | Kjelsås     | 35 | 26 | 9  | 8 | 9  | 25 | 28 | -3  |
|  | 7.   | Ørn-Horten  | 33 | 26 | 9  | 6 | 11 | 41 | 40 | +1  |
|  | 8.   | Brattvåg    | 33 | 26 | 9  | 6 | 11 | 39 | 41 | -2  |
|  | 9.   | Flekkerøy   | 32 | 26 | 9  | 5 | 12 | 33 | 35 | -2  |
|  | 10.  | Vålerenga 2 | 31 | 26 | 10 | 1 | 15 | 33 | 68 | -35 |
|  | 11.  | Vard        | 27 | 26 | 7  | 6 | 13 | 33 | 47 | -14 |
|  | 12.  | Træff       | 26 | 26 | 7  | 5 | 14 | 31 | 64 | -33 |
|  | 13.  | Fram Larvik | 25 | 26 | 6  | 7 | 13 | 37 | 57 | -20 |
|  | 14.  | Aalesund 2  | 23 | 26 | 6  | 5 | 15 | 29 | 48 | -19 |

Legenda:
      Promossa in 1. divisjon
 Ammessa agli spareggi
      Retrocesse in 3. divisjon
Note:
Tre punti a vittoria, uno a pareggio, zero a sconfitta.

### Girone 2
|  | Pos. | Squadra         | Pt | G  | V  | N | P  | GF | GS | DR  |
|  | ---- | --------------- | -- | -- | -- | - | -- | -- | -- | --- |
|  | 1.   | Levanger        | 70 | 26 | 22 | 4 | 0  | 74 | 17 | +57 |
|  | 2.   | Tromsdalen      | 50 | 26 | 15 | 5 | 6  | 56 | 29 | +27 |
|  | 3.   | Sotra           | 45 | 26 | 12 | 9 | 5  | 43 | 30 | +13 |
|  | 4.   | Strømmen        | 45 | 26 | 14 | 3 | 9  | 39 | 35 | +4  |
|  | 5.   | Ullensaker/Kisa | 41 | 26 | 11 | 8 | 7  | 43 | 34 | +9  |
|  | 6.   | Alta            | 39 | 26 | 12 | 3 | 11 | 51 | 53 | -2  |
|  | 7.   | Stjørdals-Blink | 38 | 26 | 10 | 8 | 8  | 54 | 42 | +12 |
|  | 8.   | Kvik Halden     | 31 | 26 | 9  | 4 | 13 | 43 | 51 | -8  |
|  | 9.   | Brann 2         | 28 | 26 | 7  | 7 | 12 | 52 | 65 | -13 |
|  | 10.  | Junkeren        | 27 | 26 | 6  | 9 | 11 | 40 | 54 | -14 |
|  | 11.  | Gjøvik-Lyn (-4) | 26 | 26 | 7  | 9 | 10 | 37 | 50 | -13 |
|  | 12.  | Bærum           | 26 | 26 | 7  | 5 | 14 | 44 | 61 | -17 |
|  | 13.  | Strømsgodset 2  | 20 | 26 | 5  | 5 | 16 | 35 | 57 | -22 |
|  | 14.  | Ullern          | 13 | 26 | 2  | 7 | 17 | 26 | 59 | -33 |

Legenda:
      Promossa in 1. divisjon
 Ammessa agli spareggi
      Retrocesse in 3. divisjon
Note:
Tre punti a vittoria, uno a pareggio, zero a sconfitta.

### Play Off

#### Finale
|            | Risultati |            | Luogo e data |
| ---------- | --------- | ---------- | ------------ |
| Lyn        | 1-2       | Tromsdalen |              |
| Tromsdalen | 0-2       | Lyn        |              |
|            |           |            |              |

### Spareggio promozione
|      | Risultati |      | Luogo e data |
| ---- | --------- | ---- | ------------ |
| Hødd | 0-3       | Lyn  |              |
| Lyn  | 2-1       | Hødd |              |
|      |           |      |              |

## Statistiche

### Gruppo 1

#### Individuali

##### Classifica marcatori
aggiornata al 11 novembre 2023
| Gol |  |  | Giocatore                 | Squadra   |
| --- |  |  | ------------------------- | --------- |
| 20  |  |  | Magnus Lankhof-Dalbhy     | Egersund  |
| 18  |  |  | Mathias Johansen          | Arendal   |
| 15  |  |  | Anders Hellum             | Lyn       |
| 12  |  |  | Magnus Hoiseth            | Egersund  |
| 12  |  |  | Anders Olsen              | Lyn       |
| 12  |  |  | Adrian Rogulj             | Orn       |
| 11  |  |  | Andreas Endresen          | Vard      |
| 10  |  |  | Kristian Eriksen          | Flekkeroy |
| 10  |  |  | Marcus Fahlgren-Hallstrom | Fram      |
| 10  |  |  | Melvin Frithzell          | Notodden  |

### Gruppo 2

#### Individuali

##### Classifica marcatori
aggiornata al 11 novembre 2023
| Gol |  |  | Giocatore       | Squadra         |
| --- |  |  | --------------- | --------------- |
| 19  |  |  | Sanel Bojadzic  | Levanger        |
| 17  |  |  | Frederic Falkc  | Sotra           |
| 17  |  |  | Jakob Skille    | Strømmen        |
| 16  |  |  | Lasse Bransdale | Baerum          |
| 15  |  |  | Andreas Fossli  | Stjordals Blink |